# Göhlsdorf

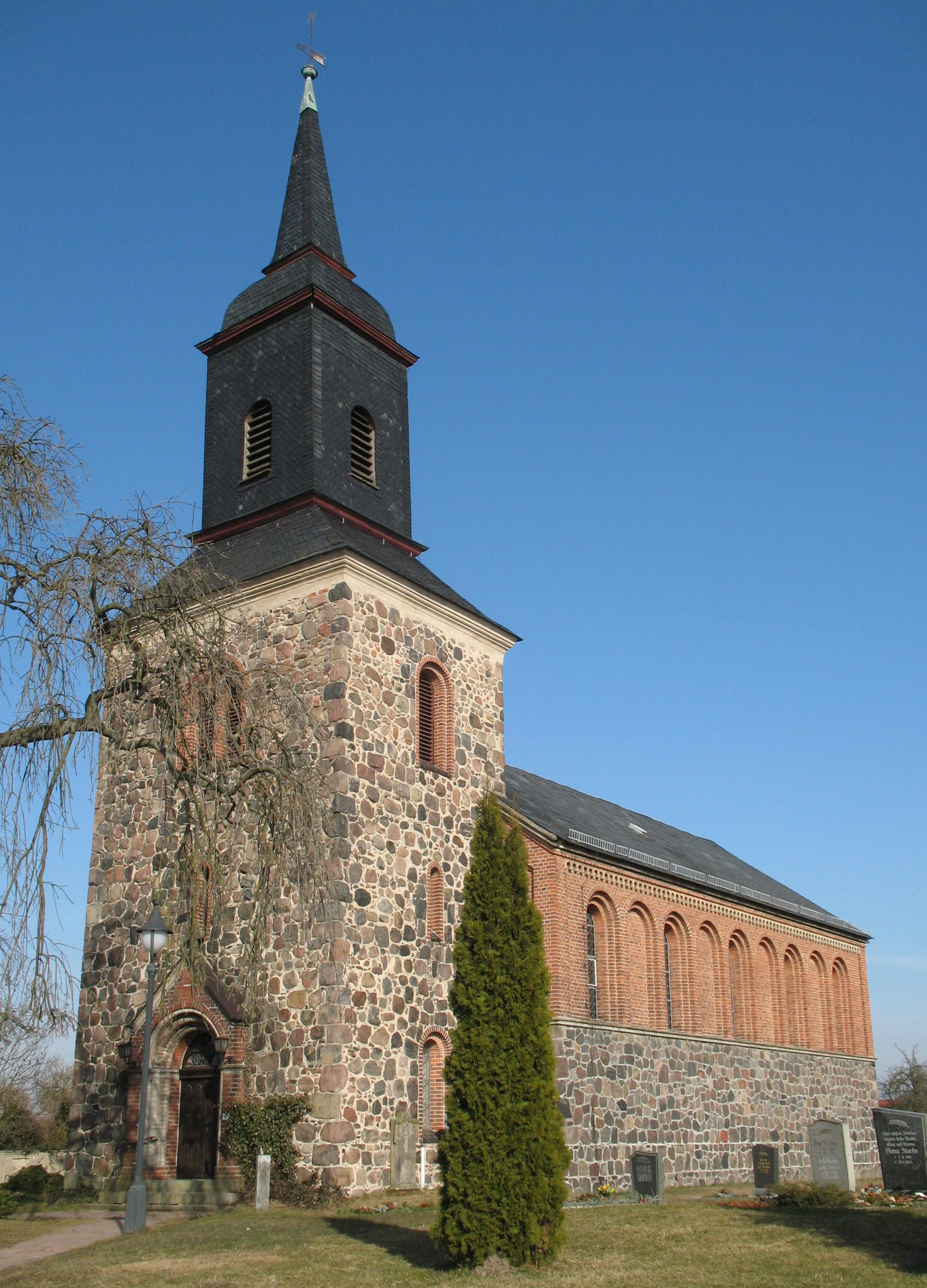
Dorfkirche Göhlsdorf

Göhlsdorf ist ein Ortsteil der Gemeinde Kloster Lehnin im Landkreis Potsdam-Mittelmark in Brandenburg. Vor dem 1. April 2002 war Göhlsdorf eine selbstständige Gemeinde des ehemaligen Amtes Lehnin.

## Geographie
Göhlsdorf liegt in der Zauche, circa sechs Kilometer nordöstlich von Lehnin, dem Verwaltungssitz der Gemeinde Kloster Lehnin. Es grenzt im Norden an die Gemarkungen Bochow, Ortsteil der Gemeinde Groß Kreutz (Havel) und Derwitz, Ortsteil der Stadt Werder (Havel), im Osten an Plötzin und Bliesendorf, beide Orte sind Ortsteil der Stadt Werder (Havel), im Süden an Emstal und im Westen an Lehnin und Damsdorf, letztere drei Orte sind Ortsteile der Gemeinde Kloster Lehnin.
Göhlsdorf liegt in einer Höhe von 41 m ü. NHN. Der Ort wird durch die A 10 geteilt. Etwa 2,5 Kilometer südöstlich von Göhlsdorf liegt das Autobahndreieck Werder der Verbindung zwischen der A 10 und der A 2. Der Ort hat eine Fläche von 14,46 km² und bei 1.122 Einwohnern (Stand: 1. Januar 2011) eine Bevölkerungsdichte von 78 Einwohnern pro km².

## Geschichte
Göhlsdorf wurde erstmals 1208 unter dem Namen Golistorp urkundlich erwähnt. Der Name ist nach Reinhard E. Fischer als Dorf eines Goling zu deuten, wobei allerdings die Herleitung des Personennamens Goling unsicher ist. Nach der Siedlungsform ist der Ort als Gassendorf zu charakterisieren. Heute hat sich das Dorf stark ausgebreitet und ist quasi mit Plötzin zusammengewachsen.
| Jahr | Einwohner |
| ---- | --------- |
| 1772 | 220       |
| 1801 | 226       |
| 1817 | 240       |
| 1837 | 325       |
| 1858 | 490       |
| 1871 | 483       |
| 1885 | 626       |
| 1895 | 720       |
| 1905 | 748       |
| 1925 | 882       |
| 1939 | 1048      |
| 1946 | 1260      |
| 1964 | 1000      |
| 1971 | 1018      |
| 1981 | 917       |
| 1991 | 806       |
| 2001 | 1079      |
| 2011 | 1122      |

„Golistorp sunt 42 mansi, quorum plebanus habet 2, prefectus 4or, dat 2 talenta pro equo pheudali et pro precaria. Wernitz habet 3 ad curiam ab R(ochow). Philippus habet 2 mansos ad curiam. Ad pactum quilibet mansus 5½ modios siliginis, 4 modios ordei, 5½ modios avene, ad censum quilibet mansus 2 solidos, ad precariam 5 solidos et ½ modium siliginis, ½ modium ordei et 1 modium avene. Taberna dat 1 Talentum R(ochow). Cossati sunt 7, quilibet dat 1 solidum. Kerkhoff 8 frustra a marchione, et hoc anno 70mo quinto mortuus est. Monachi in Lenyn habent de quolibet manso 1½ modium siliginis, eciam 4or mansos cum pactu, censu et precaria ab R(ochow). (Item Laurentz Konig, civis in Brandeburg habet super 2 mansos pactum et censum ab R(ochow).). Schulze, Landbuch, S. 220“

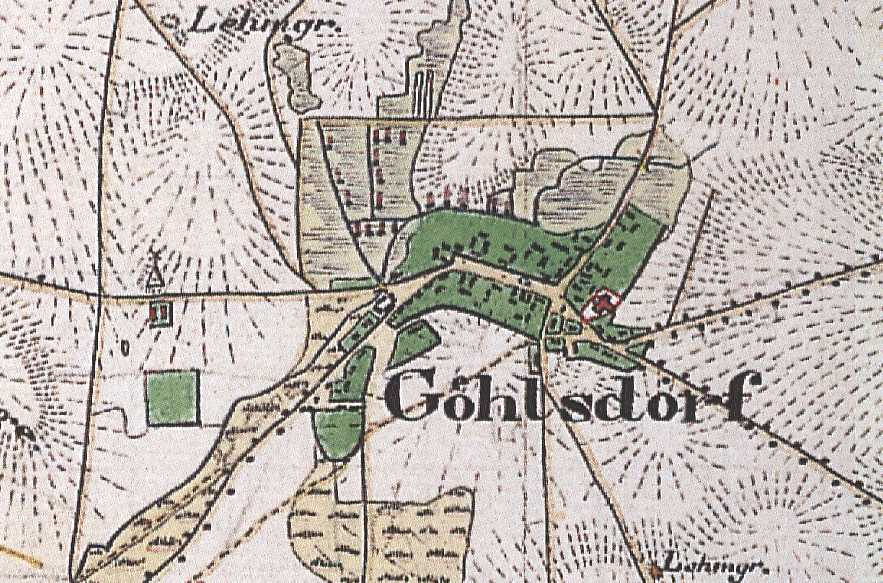
Göhlsdorf auf dem Urmesstischblatt 3642 Lehnin von 1839

1299 war Göhlsdorf ein Kirchdorf mit 42 Hufen. Der Ort war schon vor 1351 im Besitz derer v. Rochow. Die Feldmark von Göhlsdorf umfasste 1375 42 Hufen, von denen zwei Freihufen dem Pfarrer und vier Freihufen dem Schulzen gehörten. Der Schulze hatte für das Lehnpferd und die Bede 2 Talente zu zahlen. Jede abgabenpflichtige Hufe musste an Pacht 5½ Scheffel Roggen, 4 Scheffel Gerste und 5½ Scheffel Hafer bezahlen. Der Zins pro Hufe betrug 2 Schillinge, die Bede pro Hufe 5 Schillinge, ½ Scheffel Roggen, ½ Scheffel Gerste und 1 Scheffel Hafer. Von diesen Abgaben hatte ein gewisser Kerkhoff, der 1375 gestorben war, 8 Frustra noch vom Markgrafen erhalten. Die Mönche des Klosters Lehnin hatten von jeder Hufe 1½ Scheffel Roggen. Das Kloster Lehnin hatte außerdem vier Lehnhufen von denen v. Rochow zu Lehen; von diesen vier Hufen standen ihnen Pacht, Zins und Bede zu. Ein gewisser Wernitz hatte drei Hufen zu seinem Hof von den v. Rochow zu Lehen. Ein Phillipus hatte zwei Hufen von den v. Rochow im Lehnsbesitz und ein Lorenz König, Bürger in Brandenburg hatte von 2 Hufen Pacht und Zins von denen v. Rochow. Die Gerichte waren im Besitz derer v. Rochow. Im Dorf wohnten sieben Kossäten, von denen jeder 2 Schillinge bezahlen musste, und es gab schon einen Krug im Dorf. Dieser musste 1 Talent an die v. Rochow bezahlen.
1413 wurde das Dorf von Truppen des Erzbischofs von Magdeburg beraubt. 1421 verkaufte Wichard VIII. v. Rochow Göhlsdorf an das Kloster Lehnin. Der Abt Heinrich bat daraufhin den Markgrafen Friedrich I. um die Zustimmung zu diesem Verkauf, die dieser als Lehensherr des Wichard v. Rochow auch erteilte. 1429 schenkte das Kloster Ziesar das Patronat über die Kirche in Göhlsdorf dem Kloster Lehnin. Die Schenkung wurde von Bischof Stephan von Brandenburg bestätigt. 1450 lagen sieben Hufen unbebaut, 1538 wird die Zahl der bewirtschafteten Hufen nur noch mit 27 angegeben, davon waren 4 Hufen wüst. Auch die Zahl der im Ort ansässigen Kossäten hatte sich auf zwei verringert. 1602 wird die Zahl der Bauern mit elf angegeben. Außerdem wohnten im Ort wieder drei Kossäten und ein Häusler. Der Schulze hatte Lehnhufen und eine Erbhufe. Ein Bauer bewirtschaftete fünf Hufen, drei Bauern je vier Hufen und sechs Bauern je drei Hufen. 1624 wurde die Hufenzahl wieder mit 42 inklusive von zwei Pfarrhufen beziffert. Es wurden neben Bauern und Kossäten noch genannt, ein Hirte und ein Laufschmied.
1652 war die Zahl der Bauern infolge der Verheerungen des Dreißigjährigen Krieges auf vier gesunken; es wohnten aber vier Kossäten im Dorf. 1662 werden acht Bauern und zwei Kossäten genannt. 1687 waren immer noch Teile der Gemarkung verwachsen. So gab es zwei Fünfhufenbauern, darunter der Schulze, bei deren Höfen immer noch 1 ⅔ Hufen abgerechnet wurden, da sie noch verwachsen waren. Bei zwei Vierhufenbauern fielen je 1⅓ Hufen aus, da noch bewachsen. Und bei einem Dreihufenbauern fiel eine bewachsene Hufe aus. Ein Vierhufengut und drei Dreihufengüter lagen wüst. Zwei Dreihufenbauern waren von Abgaben befreit. Von den drei Kossäten bewirtschaften zwei je eine Mittelhufe und einer eine ½ Mittelhufe. Außerdem wohnten im Ort noch ein Schmied, ein Braukrüger und ein Kuhhirte mit seinem Knecht. 1745 waren es wieder zehn Bauern, zwei Kossäten und ein Halbkossäte, die in Göhlsdorf wohnten. 1746 wurde das Lehnschulzengut mit vier Lehnhufen und einer Erbhufe verkauft und kam in Adelsbesitz. Von 1784 bis 1789 war Ernst Friedrich von Seydlitz Besitzer des Rittergutes in Göhlsdorf.
1773 wurde die Sozialstruktur des Dorfes wie folgt angegeben: ein Freischulze, neun Bauern, ein Schulmeister, elf Kossäten, 17 Einlieger, zwei Hirten, ein Leineweber, ein Schmied, ein Schneider und ein Schäfer, insgesamt 218 Personen. Die Einlieger arbeiteten sommers in den Glindower Ziegeleien, winters im Lehniner Forst. 1801 wohnten im Dorf, der Lehnschulze, neun Ganzbauern, drei Ganzkossäten, zehn Büdner, 15 Einlieger, ein Schiffer, ein Schmied und ein Krüger. 1837 hatte das Dorf 43 Wohnhäuser. Bereits vor 1839 war westlich vor dem Dorf eine Windmühle erbaut worden (heute an der Stelle Damsdorfer Straße 44/46). 1841 lebten bereits 32 Büdnerfamilien in Göhlsdorf. Die Büdnersiedlungen entstanden an beiden Dorfenden. 1858 gab es im Dorf fünf öffentliche Gebäude, 72 Wohngebäude und 79 Wirtschaftsgebäude, darunter eine (Wind-)Getreidemühle. 1900 war die Zahl der Häuser bereits auf 150 Häuser angewachsen. Die neuen Gebäude waren auf parzelliertem Bauernland an den Ausfallstraßen und an den südlich des alten Dorfkerns angelegten Nebengassen entstanden. Nach dem Ersten Weltkrieg pflanzten einige Göhlsdorfer Obst und Gemüse an. Die Bebauung verdichtete sich weiter, 1931 gab es 176 Häuser mit 217 Haushaltungen. 1936 wurde die Teilstrecke der Autobahn, der den Ort berührte eröffnet. Göhlsdorf hatte Anschluss durch die nahe gelegene Auffahrt Lehnin.
In der Bodenreform von 1946 wurden 290 ha enteignet. Außerdem kamen aus Bliesendorf noch 118 ha hinzu. 179,4 ha wurden auf 68 Obstbauern aufgeteilt, 89,1 ha auf 33 Bauern, 98 ha auf 46 nichtlandwirtschaftliche Arbeiter, Angestellte und Handwerker, 13,8 ha auf vier Landarbeiter, 27,7 ha gingen an die Gemeinde. Weitere 3,6 ha kamen von der Gemeinde Plessow zur Gemarkung hinzu. Davon wurden 2,6 ha auf 5 Obstbauern und 1 ha auf einen Müller. 1955 wurde die erste LPG vom Typ III mit zunächst 4 Mitgliedern und 34 ha landwirtschaftlicher Nutzfläche gegründet. 1960 hatte die LPG bereits 32 Mitglieder und 219 ha Nutzfläche. 1961 gründete sich auch eine GPG. GPG und LPG wurden 1972/3 an die GPG Obstproduktion Werder angeschlossen; die örtliche Niederlassung firmierte nun als GPG Werder-Göhlsdorf, Abteilung Pflanzen- und Tierproduktion. Außerdem hatte die Vereinigung der gegenseitigen Bauernhilfe (VdgB) Werder eine Außenstelle in Göhlsdorf. Nach 1990 wurden die Genossenschaften liquidiert, die Obstplantagen wurden großenteils gerodet. 1994 und 1998/99 entstanden zwei neue Wohngebiete an der Straße nach Lehnin.

### Politische Geschichte
Göhlsdorf liegt in der historischen Landschaft der Zauche, aus der sich im Verlauf des 16./17. Jahrhunderts der Zauchische Kreis herausbildete. Das Dorf war im Besitz des Klosters Lehnin, bzw. nach dessen Säkularisation des Amtes Lehnin. In der Kreisreform von 1816 wurde der Zauchische Kreis mit dem vormaligen kursächsischen Amt Belzig zum Zauch-Belzigschen Kreis (oder Kreis Zauch-Belzig) zusammengefasst. 1952 wurde Göhlsdorf dem neugeschaffenen Kreis Potsdam-Land zugewiesen. 1992 wurde Göhlsdorf durch Beschluss des Innenministeriums dem brandenburgischen Amt Lehnin zugeordnet. 1993 kam es an den neu geschaffenen Landkreis Potsdam-Mittelmark. 2002 schloss sich Göhlsdorf mit den meisten anderen Gemeinden des Amtes Lehnin zur neuen Gemeinde Kloster Lehnin zusammen und seither ein Ortsteil dieser Gemeinde.

### Kirchliche Geschichte
Göhlsdorf war seit dem späten Mittelalter bis 1959 immer Tochterkirche der Mutterkirche in Bochow. Vermutlich war Göhlsdorf ursprünglich Mutterkirche, denn der Pfarrer hatte zwei Freihufen. Das Patronat gehörte vor 1429 dem Kloster Ziesar, ab diesem Jahr dem Kloster Lehnin, bzw. später dem Amt Lehnin bzw. noch später dem Fiskus. 1541 hatte der Küster 40 Scheffel Scheffelkorn, 3 Brote aus jedem Haus und Ostereier. Die Kirche hatte einen heiligen Mann, der etliches Gotteshausland bewirtschaftete. 1746 gehörte der Kirche ein Halbkossäte bzw. seine Abgaben.

## Sehenswürdigkeiten
Die Denkmalliste des Landes Brandenburg für den Landkreis Potsdam-Mittelmark verzeichnet nur ein Baudenkmal (siehe Liste der Baudenkmale in Kloster Lehnin)
- Dorfkirche Göhlsdorf. Auf einen kleinen Hügel erhebt sich die 1856 aus Feld- und Backsteinen im neuromanischen Stil erbaute Kirche. Im querrechteckigen Westturm, der etwas schmaler als das Schiff ist, wurde Feldsteinmaterial der Vorgängerkirche wieder verwendet. Neben der Kirche befindet sich der Grabstein von Oberstleutnant Ernst-Friedrich von Seydlitz (* 1722; † 1789), welcher 42 Jahre lang im Dienste des Preußenkönigs Friedrich dem Großen stand.

## Archäologische Fundstätten
Aufgrund des Mangels an Oberflächengewässern ist die Gemarkung Göhlsdorf vergleichsweise arm an archäologischen Funden. Am Nordende des Kolpinsees wurde eine Pfeilspitze des Spätneolithikum/Frühbronzezeit gefunden. Ebenfalls an dieser Stelle fanden sich Reste einer eisenzeitlichen Siedlung und eine Siedlung der frühen römischen Kaiserzeit. Nordwestlich des Ortskerns wurden zwei weitere eisenzeitliche Siedlungen entdeckt. Am Nordende des Kolpinsees befand sich auch die Dorfstelle des 1193 erwähnten Dorfes Kolpin, das bereits im 14. Jahrhundert wüst gefallen war.

## Sonstiges
2008 feierte der Ort das 800-jährige Ortsjubiläum, zur Erinnerung an die urkundliche Ersterwähnung im Jahre 1208 mit einem viertägigen Dorffest und Festumzug. 2008 feierte auch die Freiwillige Feuerwehr Göhlsdorf, die für den Brandschutz und die allgemeine Hilfe sorgt, ihr 80-jähriges Bestehen.